# Vente immobilière en droit français
En droit français, la vente immobilière est le contrat par lequel une personne transfère la propriété d'un bien immobilier à une autre personne qui en contrepartie lui en paye le prix.

## Négociation de la vente
La plupart des ventes sont libres, les parties ont la possibilité d'arriver à un accord sans procédure spécifique. Il est fréquent d'y parvenir par l'intermédiaire d'un agent immobilier professionnel ayant un mandat, ou parfois via un notaire. L'intermédiaire se charge d'une part de la commercialisation d'un bien immobilier pour le compte d'un vendeur, et de l'accompagnement de l'acheteur dans sa recherche d'autre part.
L'accord est obtenu par la négociation aboutissant à un prix d'équilibre entre les parties correspondant à un objet donné. Il est habituel que plusieurs propositions soient nécessaires à l'obtention de cet accord - de la part du vendeur, par le prix de mise en vente - et par les acquéreurs, par des offres d'achat.

## Contrat de vente
En France, conformément à l'article 1583 du code civil, la vente est parfaite entre les parties dès lors qu'il y a accord sur la chose et sur le prix. Le contrat est la matérialisation de cette vente : tous les événements qui suivent en découlent. Ce contrat est généralement séparé du transfert de propriété effectif, moment où la prise de possession intervient généralement, par ces évènements.
Il peut prendre plusieurs formes : promesse réciproque (ou encore synallagmatique : le compromis) ou promesse unilatérale. Il fixe les parties en présence et retranscrit leur identité : vendeur, acquéreur, intermédiaire. Chaque partie doit être capable de contracter.
L'objet de la vente, le bien immobilier, est désigné précisément par la situation géographique du bien (adresse, cadastre, lots de copropriété) et par la description des lieux. Les servitudes grevant le bien ou lui profitant sont rappelées, voire créées par la volonté des parties.

## Diagnostics techniques
Ces dernières années ont vu la volonté du législateur d'améliorer l'information donnée aux acquéreurs de biens immobiliers, et plusieurs diagnostics techniques sont nécessaires aux termes de l'article L.271-4 du code de la construction et de l'habitation :
1) constat de risque d'exposition au plomb ;
2) rapport amiante ;
3) état parasitaire ;
4) état de l'installation intérieure de gaz ;
5) état de l'installation intérieure d'électricité ;
6) état des risques naturels et technologiques ;
7) diagnostic de performance énergétique ;
8) assainissement (obligatoire depuis peu)

## Conditions de la vente
L'obligation du vendeur est la délivrance du bien. On vérifie que le bien est libre des charges qui pourraient porter sur lui : il faut lever le droit de préemption éventuel de la collectivité (DPU) ou d'un locataire ; et vérifier que les hypothèques portant sur le bien seront bien couvertes par le prix de vente.
L'obligation de l'acquéreur est la fourniture du prix. S'il finance son acquisition par l'emprunt, il bénéficie d'une condition suspensive de financement conformément aux dispositions du code de la consommation concernant le crédit immobilier. Il doit donc démarcher les établissements de crédit afin d'obtenir son financement dans le délai de la condition suspensive d'un minimum d'un mois. Il doit obtenir les autorisations administratives si celles-ci conditionnent la vente, tel un certificat d'urbanisme opérationnel s'il a un projet de construction.

## Frais de la vente
La vente immobilière supporte plusieurs types de frais. En premier lieu, la taxe de publicité foncière ou droits d'enregistrement, de 5,09 % de la valeur du bien pour les biens anciens et de 0,715 % pour les biens neufs ou les terrains non destinés à l'habitation qui sont déjà soumise à la TVA, ainsi que le salaire du conservateur des hypothèques de 0,1 %.
Le notaire facture pour la publication de la vente environ 390 € plus 1 % TTC (au-delà de 30 000 €) au titre du décret modifié du 8 mars 1978 fixant le tarif des notaires. En dehors de ce cadre légal, il facture également des frais au titre des formalités et débours qu'il engage pour ses clients : demandes d'état civil, de situation hypothécaire, de frais de copie, etc. La provision pour les couvrir est souvent de 750 €, et le notaire restitue le trop versé à l'envoi de la copie authentique.
L'intermédiaire qui a permis la négociation perçoit une commission à ce titre. Les agents immobiliers sont soumis à la concurrence et fixent leur honoraires librement. Les notaires qui effectuent cette négociation ont un barème fixé par l'État, de 1 370 € plus 3 % TTC au-delà de 45 000 €.
De plus, certains frais accessoires peuvent s'y ajouter, tels les frais facturés par le syndic de copropriété pour fournir l'état daté, ou encore le coût de la garantie exigée par l'établissement bancaire pour couvrir le financement de l'acquisition ainsi que ses frais de dossier.

## Accessoires
Plusieurs contrats peuvent être attachés au bien et nécessitent des dispositions spécifiques lors de sa vente : la fourniture d'électricité, d'eau et de télécommunications. L'assurance obligatoire couvrant les risques liés à un bien immobilier est reconduite si le propriétaire ne s'en est pas préoccupé.
Si le bien fait partie d'une copropriété, les obligations qui en découlent sont reprises par le nouveau propriétaire : paiement des charges et respect du règlement de copropriété. Une convention spéciale peut être adoptée entre les parties pour le règlement des charges, mais elle est inopposable au syndicat pour qui le redevable est celui qui est copropriétaire à l'appel de fonds.
Les taxes (taxe foncière, taxe  d'habitation, etc.) afférentes au bien sont dues par celui qui est propriétaire au premier janvier, mais il est souvent prévu un remboursement au prorata de l'occupation.

## Transfert de propriété
En France, hors Alsace-Moselle, la vente immobilière, pour être opposable aux tiers (personnes autres que les signataires de la vente), doit être publiée à la conservation des hypothèques dans le ressort duquel se trouve le bien immobilier vendu. En Alsace-Moselle, le rôle de publicité foncière est assuré par le Livre foncier, qui est tenu par les Tribunaux d'Instance.
Le contrat de vente scelle l'accord des parties, mais ne peut être opposé aux tiers : créanciers, établissements de crédit, copropriétés, pouvoirs publics, locataires, voisinage, etc. Il ne le devient qu'une fois publié au service de la publicité foncière (anciennement conservation des hypothèques), service déconcentré du Ministère de l'Economie et des Finances. Le notaire rédacteur de l'acte authentique de vente le publie et lui donne date certaine.
Il s'accompagne généralement par la prise de possession du bien, matérialisé par la remise des clés. Cette prise de possession peut être décalée en fonction des faits, mais la situation qui s'ensuit est bancale.
Bien que la vente elle-même puisse être faite sous seing privé, les notaires ont le monopole de la publication au fichier immobilier de la mutation, et sont incontournables de ce fait,. Certains professionnels tels que des avocats spécialisés dans le domaine souhaiteraient voir ce monopole s'effacer, en comptant sur la position de l'Union européenne sur le sujet. Des particuliers se plaignent également de subir des refus de la part des notaires d'établir les actes au tarif fixé par le Gouvernement et invoquent une atteinte à leurs libertés constitutionnelles en posant une question prioritaire de constitutionnalité.

## Montant des ventes immobilières
Une estimation du montant des ventes immobilières taxées à 5,09 %, par mois et par département, peut être téléchargée sur le site du Conseil général de l'environnement et du développement durable.